# Luis García Postigo
Luis García Postigo (* 1. Juni 1969 in Mexiko-Stadt), auch bekannt unter dem Spitznamen Doctor, ist ein ehemaliger mexikanischer Fußballspieler auf der Position des Stürmers. Er war einer der wichtigsten Spieler für die mexikanische Fußballnationalmannschaft in den 1990er Jahren.
Seine Vereinskarriere begann 1987 bei den UNAM Pumas, für die er bis 1992 spielte. Nach Stationen in Spanien bei Atlético Madrid und Real Sociedad San Sebastián kehrte er um den Jahreswechsel 1994/95 nach Mexiko zurück und spielte für América, Atlante, Guadalajara, Morelia und Puebla. Er erzielte 158 Tore in der Primera División de México. Für sein Land spielte er 79 Mal und erzielte 29 Tore. Außerdem nahm er an der Fußball-Weltmeisterschaft 1994 und 1998 teil.
Nach seiner Fußballkarriere arbeitete Postigo als Kommentator bei TV Azteca, einem der größten mexikanischen TV-Sender. Er beendete seine Tätigkeit, nachdem er das Angebot erhalten hatte, Präsident seines Exvereins Monarcas Morelia zu werden.
In den Jahren 2001 bis 2004 war Postigo mit der Schauspielerin Kate del Castillo verheiratet.